# 西﨑美空
西﨑 美空（にしざき みく、2006年4月17日 - ）は、日本の歌手、アイドル。女性アイドルグループOCHA NORMAのメンバー。
岡山県出身。アップフロントプロモーション所属。

## 略歴
2019年
- 「モーニング娘。'19 LOVEオーディション」に応募するも、落選。
- 8月2日、広本瑠璃・橋田歩果・平山遊季・北原もも・江端妃咲・豫風瑠乃・村越彩菜・植村葉純とともにハロプロ研修生に加入。

2021年
- 7月5日、ハロプロ研修生のドキュメンタリー番組『ハロドリ。』にて、新グループ（後のOCHA NORMA）に広本瑠璃・中山夏月姫・北原ももとともに加入することを発表。
- 12月12日、OCHA NORMAのメンバーとしてハロー!プロジェクトに加入。

2022年
- 5月28日、急性胃腸炎との診断を受け、翌日のライブイベントを欠席することを発表。発熱等の症状は27日より出ており、OCHA NORMAのFCイベントを欠席していた。5月30日、症状は快方に向かっているが引き続き療養が必要との判断より、Juice=Juiceのコンサートでのオープニングアクトを欠席することを発表。6月2日より活動復帰。
- 7月13日、シングル『恋のクラウチングスタート/お祭りデビューだぜ!』でOCHA NORMAとしてメジャーデビュー。
- 9月20日、岡山中央警察署の1日警察署長に就任。
- 11月7日、斉藤円香とともに、源吉兆庵のイルミネーション点灯式に参加。

2025年
- 1月2日、Instagramを開設。
- 8月23日、西日本出身のハロー!プロジェクトのメンバーによるユニット『ハロプロ西日本』に参加、所属事務所の先輩である杉田二郎の楽曲『戦争を知らない子供たち』のカバーを配信リリース予定。

## 人物
- メンバーカラーはパープル。
- 血液型O型。
- ハロー!プロジェクト所属のアイドルとしては初の岡山県出身のメンバーである[14]。
- 趣味は音楽を聴く事、寝る事。好きな音楽ジャンルはハロプロ、洋楽、K-POP、ボーカロイド。好きなスポーツはダンス、バスケ、バドミントン[15]。
- 座右の銘は「感謝の気持ち」[15]。
- メンバーの広本瑠璃とは特に仲が良く、「家族」や「お姉ちゃんのよう」だと表現する[16]。お互いを「相方」と呼ぶ（当初は「相棒」とも呼んでいた）[17][18]。
- これまでアイドルだけを目指していた時期はあまりなかったといい、新グループ（後のOCHA NORMA）加入が決まった日からアイドルに相応しい人間になれるように頑張ろうと思うようになった。憧れのアーティストはUVERworld、藤井風[19]。
- 憧れの先輩はBEYOOOOONDSの里吉うたの、元モーニング娘。の佐藤優樹。里吉は、西﨑が初めてのステージで緊張して動けなくなった時に、声をかけて心を静めてくれたこと、佐藤は、歌のワンフレーズだけで人を魅了できるところをその理由として挙げている[20]。

## 出演

### 舞台
- 演劇女子部「ミラーガール」（2024年11月8日 - 17日、こくみん共済 coop ホール／スペース・ゼロ） - 綾瀬ユリカ 役

## 所属グループ・ユニット
- OCHA NORMA（2021年 - ）
- ハロプロ西日本（2025年 - ）